# Klara Zachova
Klara Zachova, née le  6 octobre 1985, est une handballeuse tchèque.

## Clubs
- 2006-2007 :  DHC Slavia Prague
- 2007-2008 :  Metz Handball
- depuis 2009 :  Montargis

## Palmarès
compétitions nationales
- championne de France en 2008 (avec Metz Handball)
- vainqueur de la coupe de la Ligue en 2008 (avec Metz Handball)